# مرد خانه (فیلم ۱۹۹۵)
مردخانه (به انگلیسی: Man of the House) یک فیلم سینمایی آمریکایی در ژانر کمدی محصول سال ۱۹۹۵ میلادی است. این فیلم در مورد پسری (توماس) است که باید با ناپدری احتمالی خود (چیس) کنار بیاید.
این فیلم در لس آنجلس، کالیفرنیا و ونکوور، بریتیش کلمبیا، کانادا فیلمبرداری شد.

## بازیگران
- چوی چیس
- فارا فاست در نقش سندی آرچر
- جاناتان تیلور توماس به عنوان بن آرچر
- جیمی بیکر در نقش جوان بن آرچر
- جورج ونت به عنوان چت برونسکی
- زاخاری براون به عنوان نورمن برونسکی (عقاب تاریک)
- دیوید شینر به عنوان لوید کوچک (تندر ساکت)
- آرت لافلئور
- ریچارد پورتنو در نقش جوی رندا[۱][۲][۳][۴][۵]

## باکس آفیس
این فیلم فروش نسبتاً خوبی در گیشه داشت و حدود ۴۰ میلیون دلار در داخل درآمد داشت. این فیلم در ۹ ژوئن ۱۹۹۵ در انگلستان اکران شد.